# Al-Ittihād Football Club 2023-2024
Questa voce raccoglie le informazioni riguardanti l'Al-Ittihād nelle competizioni ufficiali della stagione 2023-2024.

## Rosa
Aggiornato al 17 settembre 2023.
| N. |                           | Ruolo | Calciatore            |
| -- | ------------------------- | ----- | --------------------- |
| 4  | Arabia Saudita (bandiera) | D     | Omar Hawsawi          |
| 5  | Italia (bandiera)         | D     | Luiz Felipe           |
| 6  | Arabia Saudita (bandiera) | C     | Sultan Al-Farhan      |
| 7  | Francia (bandiera)        | C     | N'Golo Kanté          |
| 8  | Brasile (bandiera)        | C     | Fabinho               |
| 9  | Francia (bandiera)        | A     | Karim Benzema         |
| 10 | Brasile (bandiera)        | A     | Igor Coronado         |
| 11 | Portogallo (bandiera)     | C     | Jota                  |
| 12 | Arabia Saudita (bandiera) | D     | Zakaria Hawsawi       |
| 13 | Arabia Saudita (bandiera) | D     | Muhannad Al-Shanqeeti |
| 14 | Arabia Saudita (bandiera) | C     | Awad Al-Nashri        |
| 17 | Arabia Saudita (bandiera) | C     | Marwan Al-Sahafi      |
| 20 | Arabia Saudita (bandiera) | D     | Ahmed Sharahili       |
| 21 | Arabia Saudita (bandiera) | P     | Abdullah Al-Jadaani   |
| 22 | Arabia Saudita (bandiera) | P     | Saleh Al-Ohaymid      |
| 24 | Arabia Saudita (bandiera) | C     | Abdulrahman Al-Aboud  |

| N. |                           | Ruolo | Calciatore           |
| -- | ------------------------- | ----- | -------------------- |
| 25 | Arabia Saudita (bandiera) | D     | Hassan Al-Asmari     |
| 26 | Egitto (bandiera)         | D     | Ahmed Hegazy         |
| 27 | Arabia Saudita (bandiera) | D     | Hamdan Al-Shamrani   |
| 29 | Arabia Saudita (bandiera) | D     | Ahmed Saleh Bahusayn |
| 33 | Arabia Saudita (bandiera) | D     | Madallah Al-Olayan   |
| 34 | Brasile (bandiera)        | P     | Marcelo Grohe        |
| 37 | Arabia Saudita (bandiera) | D     | Suwailem Al-Manhali  |
| 38 | Arabia Saudita (bandiera) | D     | Sultan Al-Sulayi     |
| 40 | Arabia Saudita (bandiera) | D     | Al-Baraa Adawi       |
| 44 | Egitto (bandiera)         | C     | Nour El Din El Bahar |
| 70 | Arabia Saudita (bandiera) | A     | Haroune Camara       |
| 80 | Arabia Saudita (bandiera) | D     | Mohammed Al-Saiari   |
| 88 | Arabia Saudita (bandiera) | C     | Abdulelah Al Malki   |
| 90 | Brasile (bandiera)        | A     | Romarinho            |
| 95 | Arabia Saudita (bandiera) | D     | Ahmed Bamsaud        |
| 99 | Marocco (bandiera)        | A     | Abderrazak Hamdallah |

## Calciomercato

### Sessione estiva(dall'1/7 all'1/9)
| Acquisti         | Acquisti         | Acquisti    | Acquisti                     |
| R.               | Nome             | da          | Modalità                     |
| ---------------- | ---------------- | ----------- | ---------------------------- |
| D                | Luiz Felipe      | Real Betis  | definitivo (22 milioni €)    |
| C                | Fabinho          | Liverpool   | definitivo (46,70 milioni €) |
| C                | Faisal Al-Ghamdi | Al-Ettifaq  | definitivo (11,72 milioni €) |
| C                | Hassan Kadesh    | Al-Taawoun  | definitivo (9,88 milioni €)  |
| C                | N'Golo Kanté     | Chelsea     | svincolato                   |
| A                | Jota             | Celtic      | definitivo (29,10 milioni €) |
| A                | Karim Benzema    | Real Madrid | svincolato                   |
| Altre operazioni |                  |             |                              |
| R.               | Nome             | da          | Modalità                     |

| Cessioni         | Cessioni         | Cessioni         | Cessioni         |
| R.               | Nome             | a                | Modalità         |
| Altre operazioni | Altre operazioni | Altre operazioni | Altre operazioni |
| R.               | Nome             | a                | Modalità         |
| ---------------- | ---------------- | ---------------- | ---------------- |

## Risultati

### Primo turno
| Arbitro: | Tori Penso |

|                                     |           |  |
| Romarinho 29’ Kanté 34’ Benzema 40’ | Marcatori |  |

| Arbitro: | Jesús Valenzuela |

|                                             |           |               |
| Maâloul 21’ (rig.) El Shahat 59’ Ashour 62’ | Marcatori | 90+2’ Benzema |

## Statistiche

### Statistiche di squadra
Statistiche aggiornate al 30 settembre 2023.
| Competizione                      | Punti | In casa | In casa | In casa | In casa | In casa | In casa | In trasferta | In trasferta | In trasferta | In trasferta | In trasferta | In trasferta | Totale | Totale | Totale | Totale | Totale | Totale | DR  |
| Competizione                      | Punti | G       | V       | N       | P       | Gf      | Gs      | G            | V            | N            | P            | Gf           | Gs           | G      | V      | N      | P      | Gf     | Gs     | DR  |
| --------------------------------- | ----- | ------- | ------- | ------- | ------- | ------- | ------- | ------------ | ------------ | ------------ | ------------ | ------------ | ------------ | ------ | ------ | ------ | ------ | ------ | ------ | --- |
| Lega saudita                      | 54    | 17      | 9       | 2       | 6       | 34      | 32      | 17           | 7            | 4            | 6            | 29           | 22           | 34     | 16     | 6      | 12     | 63     | 54     | +9  |
| Coppa del Re dei Campioni         | -     | 1       | 0       | 0       | 1       | 1       | 2       | 3            | 2            | 1            | 0            | 7            | 1            | 4      | 2      | 1      | 1      | 8      | 3      | +5  |
| Champions League                  | 15    | 5       | 4       | 0       | 1       | 8       | 4       | 5            | 2            | 1            | 2            | 5            | 5            | 10     | 6      | 1      | 3      | 13     | 9      | +4  |
| Coppa dei Campioni araba per club | 9     | 0       | 0       | 0       | 0       | 0       | 0       | 0            | 0            | 0            | 0            | 0            | 0            | 4      | 3      | 0      | 1      | 6      | 5      | +1  |
| Supercoppa saudita                | -     | 0       | 0       | 0       | 0       | 0       | 0       | 0            | 0            | 0            | 0            | 0            | 0            | 2      | 1      | 0      | 1      | 3      | 5      | -2  |
| Coppa del Mondo per club          | -     | -       | -       | -       | -       | -       | -       | -            | -            | -            | -            | -            | -            | 2      | 1      | 0      | 1      | 4      | 3      | +1  |
| Totale                            | 54    | 23      | 13      | 2       | 8       | 43      | 38      | 25           | 11           | 6            | 8            | 41           | 28           | 56     | 29     | 8      | 19     | 97     | 79     | +18 |